# Aschématie
L'aschématie désigne, dans son sens propre, une science rationnelle du refus. Dans son éthique, elle impose la démonstration d'un doute ou d'une carence socio-culturelle s'inscrivant dans une courbe temporelle exponentielle. Ce terme est également utilisé pour désigner un mouvement artistique et une maladie mentale.

## En art
Par extension le terme d'aschématie désigne couramment un mouvement artistique réfutant toute thèse de rationalité et mettant en valeur l'ambiguïté d'un monde incertain duquel il se vante être le fruit.

## En psychologie
Le terme est dérivé du vieux Grec (alpha-priv. σχῆμα attitude, posture, attitude, taille, forme, figure, figure géométrique, motif, modèle, type, dessin, patron, contour, costumes traditionnels). Le trouble de l’aschématie a été défini par Pierre Bonnier (1861-1918) en 1905 par une perte de conscience de notre corps. Certains parties de nous-même cessent de figurer dans notre notion corporelle. Le terme est synonyme avec celui d’asomatognosie, Il peut être comparé avec la désignation allemande Körperschema (de) qui est courant en terminologie française sous le nom d'image du corps.

### État schizophrénique
Dans le répertoire médical, l'aschématie caractérise une situation psychologique instable, dite cénesthétique par exemple chez un individu schizophrénique.
Les symptômes de l'aschématie peuvent être une perte d'identité sexuelle, une toux aiguë, ou une démangeaison péri-pubienne intense. Ces symptômes caractérisent un aspect corporel prédominant.

### État consécutif à des lésions cérébrales
Des lésions cérébrales peuvent provoquer des troubles de la perception du corps dont le nom générique, attribué en 1905, est aschématie. Certains de ces troubles peuvent se caractériser notamment par une négligence d'une moitié de l'espace.